# 베스나 불로비치
베스나 불로비치(세르비아어: Весна Вуловић, Vesna Vulović, 1950년 1월 3일~2016년 12월 23일)는 세르비아의 전직 항공 승무원이다. 낙하산 없이 가장 높은 고도(10,160m)에서 자유 낙하하여 기네스 북에 오른 사람이기도 하다. 1972년 1월 26일 JAT 367편의 승무원으로 탑승했다가 화물칸에서 발생한 폭발로 체코슬로바키아 스르프스카카메니체 마을에 추락하였으며, 기내 탑승객 중 유일한 생존자다. 사고의 원인은 서류가방에 담긴 폭탄 장치로 추정됐으며, 당시 유고슬라비아 당국은 사건의 배후에 크로아티아 민족주의 세력이 있다고 의심하였으나 체포된 용의자는 없었다.
추락 직후 불로비치는 며칠 동안 혼수상태에 빠졌으며, 의식이 돌아온 뒤에도 몇 개월 동안 병원에 입원해 있었다. 불로비치가 입은 외상은 두개골 골절, 척추뼈 3개 골절, 갈비뼈 골절, 다리 골절, 골반 골절이었다. 이로 인해 하반신 마비 증세도 잠시 겪기도 하였다. 놀랍게도 불로비치는 치료 후 거의 회복되었지만 걸을 때에는 계속해서 목발을 짚고 걸어야 했다. 또 회복 후에도 사고에 대한 기억이 전혀 없었기 때문에 충돌 이후에도 여객기를 이용하는 데 별다른 거리낌이 없었다고 한다. 불로비치는 다시 항공 승무원 일을 하고 싶어했지만 항공사 측은 운송계약 협의 관련 사무직을 맡도록 조치하였는데, 여기에는 불로비치가 다시 현장에 투입되면 지나치게 화제가 될 것을 우려한 회사 측의 판단도 있었다. 그것과는 별개로 불로비치는 유고슬라비아의 유명 인사가 되었으며 국민 영웅으로 떠올랐다.
1985년 기네스북 월드레코드는 '낙하산 없이 가장 높은 고도에서 낙하한 세계 기록'으로 불로비치를 선정하였다. 1990년대 초 불로비치는 반정부 시위에 가담했다는 이유로 회사에서 해고되었지만 체포에 이르지는 않았는데, 혹시라도 수감되면 부정적 여론이 얼마나 커질지 장담할 수 없다는 당국의 판단에 의한 것이었다. 이후 불로비치는 본격적으로 민주화 운동에 뛰어들었고 2000년 10월 불도저 혁명으로 세르비아 사회당이 실각할 때까지 활동하였다. 그 후에는 세르비아 민주당 소속으로 정치 운동에 나섰으며 세르비아의 유럽 연합 가입을 지지하였다. 말년에는 베오그라드의 작은 아파트에서 홀로 살았으며, 유일한 생존자라는 죄책감에 시달리다 2016년 12월에 향년 66세를 일기로 사망하였다.

## 어린 시절
1950년 1월 3일 유고슬라비아 베오그라드에서 태어났다. 아버지는 사업을 하셨고 어머니는 피트니스 강사였다. 평소 비틀즈를 좋아하던 불로비치는 대학 1학년 과정을 마치자마자 영어 실력을 늘리기 위해 영국으로 떠났다. 훗날 불로비치는 인터뷰를 통해 "처음에는 뉴베리에 있던 부모님 친구분 집에 머물렀지만, 런던으로 가고 싶었다"고 밝혔다. 한번은 거기서 친구를 만나 스톡홀름에 여행을 가게 되었는데, 도착하고선 부모님께 지금 스웨덴 수도에 와있다고 했더니, 부모님은 마약과 섹스 같은 위험한 동네를 떠올리셨는지 당장 집으로 돌아오라고 했다고 한다. 베오그라드로 돌아온 불로비치는 친구가 기내 승무원 옷을 자랑하는 걸 보고선 자신도 항공 승무원이 되기를 결심하게 된다. "그 친구가 정말 멋져 보였고, 그날로 런던으로 향한다고 하니, '나라고 승무원 못 하나? 나도 한달에 한번쯤은 런던에 가잖아'라고 생각했다"고 한다. 이후 1971년 불로비치는 유고슬라비아의 국책항공사인 야트 항공에 승무원으로 입사하는 데 성공한다.

## JAT 367편

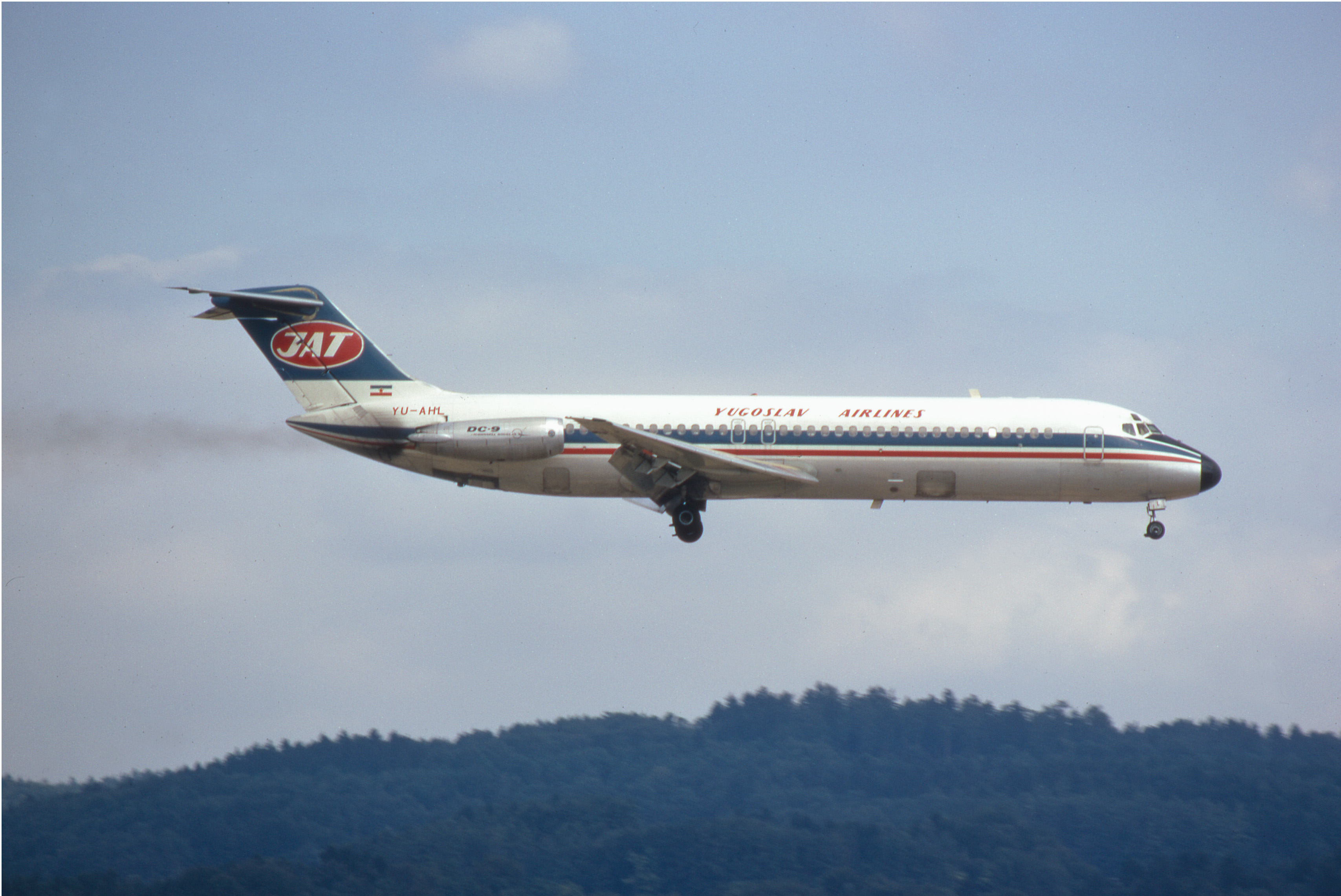
야트 항공 소속 맥도넬 더글라스 DC-9 항공기. 사고기와 같은 기종이다.

1972년 1월 25일 아침, JAT 367편의 2차 승무원들이 덴마크에 도착하였다. JAT 367편은 스톡홀름을 출발해 코펜하겐과 자그레브를 거쳐 베오그라드에 도착하는 노선이었는데 불로비치는 그 두번째 경유지에서 교체 투입되는 승무원이었던 것이다. 불로비치의 증언에 따르면 자신은 원래 367편에 탑승하기로 예정되어 있던 것은 아니었으나, 회사 측의 착오로 베스나라는 똑같은 성을 지닌 다른 승무원을 대신해 탑승하게 된 것이었다. 하지만 그 당시 불로비치는 난생 처음으로 덴마크에 가본 것이었기 때문에 오히려 신이 났다고 한다. 승무원 일행은 그날 오후와 다음날 아침까지 코펜하겐에 머물렀고, 불로비치는 도시 관광을 하고 싶었지만 동료가 쇼핑하러 가자고 졸랐다고 한다. 훗날 불로비치는 이때부터 심상치 않았다고 증언했다. "다들 자기 가족에게 줄 선물을 사고 싶어했고, 나는 그들을 따라 쇼핑하러 가야 했다"면서, "자기들이 죽을 걸 알았던 듯 싶다. 말은 안 했지만, 나 보기엔... 나는 그렇게 느꼈다. 기장은 자기 방에서 24시간 내내 틀어박힌 채 끝까지 밖으로 나가고 싶지 않아했다. 다음날 아침 조식을 먹다가 부기장이 자기 아들딸 이야기를 하는데 누군 자식 없는 사람이라도 되는 것인양 자랑했다"고 말했다.
그날 오후 1시 30분, 367편은 스톡홀름 알란다 공항을 이륙해 오후 2시 30분에 코펜하겐 공항에 착륙하였고, 불로비치와 동료 승무원들이 탑승하였다. 도착시간이 좀 늦어지는 바람에  터미널 안에서 기다리며 비행기가 착륙하는 모습을 보고 있는데, 항공기에 탑승한 승객과 승무원들이 모두 비행기에서 내렸는데, 그 중에 굉장히 심각한 표정을 짓던 남자승객이 있었다고 한다. 불로비치는 "나만 본 게 아니라 다른 승무원들도 봤고, 코펜하겐 공항 관리인도 보았다"면서, "그 사람은 스톡홀름에서 가방 하나를 부치고 나서 코펜하겐에서 내린 뒤 영영 돌아오지 않았는데, 아무래도 그 사람이 폭탄을 설치해둔 게 아닌가 싶다"라고 증언하였다. 오후 3시 15분, 367편은 스톡홀름 공항을 출발하였다. 그리고 45분 뒤인 오후 4시 1분, 367편 화물 칸에서 폭발이 일어났다. 이 폭발로 기체가 공중에서 두 동강이 났고, 그대로 낙하하여 체코슬로바키아의 스르프스카카메니체라는 마을 부근에 추락하였다. 전체 승무원 28명 중에서 살아남은 생존자는 불로비치가 유일했고, 나머지는 모두 즉사하였다. 추락 직후 마을 주민이었던 브루노 혼케(Bruno Honke)가 기체 잔해 한가운데서 신음하던 불로비치를 발견하였다. 발견 당시 불로비치의 옥색 유니폼은 완전히 피범벅이었고, 신고있던 하이힐도 충격의 여파로 부서져 있었다고 한다. 다행히 혼케는 제2차 세계 대전에서 위생병으로 참전했던 경력이 있었기 때문에 구조대가 현장에 도착하기 전까지 그녀를 간호할 수 있었다.
유고슬라비아 당국은 367편 추락 사고의 배후에 크로아티아 민족주의 세력이 있다고 보았다. 실제로 사건 전후로 20년 동안 크로아티아 분리 독립 세력은 유고슬라비아 민간인과 군인을 대상으로 총 128건의 테러를 자행했다. 심지어 추락 사고가 있던 당일에도 빈에서 자그레브로 향하던 열차에서 폭탄 테러가 발생해 여섯 명이 부상당하기도 했다. 사고 이튿날에는 스웨덴 신문사 《크벨스포스텐》에 한 남성이 전화를 걸어 자신을 크로아티아 민족주의자로 소개하고 자기가 367편을 폭파시켰다고 주장하였다. 그러나 결론적으로 용의자로 지목되어 체포된 사람은 없었다. 나중에 체코슬로바키아 민간항공청이 폭발 사건의 원인을 서류가방 폭탄으로 지목했을 뿐이었다.

## 치료
추락 이후 불로비치는 두개골 골절로 출혈을 일으켰던 탓에 며칠간 혼수상태에 빠졌다. 또 두 다리와 척추뼈 세 개도 골절됐는데, 척추뼈 하나는 완전히 박살났다. 골반도 금이 갔으며 갈비뼈 몇 개도 부러진 상태였다. 이처럼 부상이 겹친 탓에 한동안 허리 아래로는 감각이 마비되기도 했다. 그와 더불어 사고 직후 한달 동안은 추락 시점과 이후 몇 시간 동안의 기억을 통째로 상실했다. 불로비치의 부모님은 불로비치가 사고 발생 2주 뒤에야 비로소 충돌 사실을 알아차렸다고 전했다. 한번은 의사가 신문 헤드라인에 사고 소식이 실린 것을 보여주자 충격을 받고 기절하는 바람에 안정 치료를 받아야 했다. 나중에 불로비치가 전한 바에 따르면, 충돌 이전에 기억나는 것은 기내에 탑승하는 승객들을 맞이하는 것이었으며, 그 다음으로 기억나는 것은 한달 뒤 병실에 누운 채 부모님을 뵙게 된 것이었다고 한다.
불로비치는 프라하 병원에 입원하여 치료를 받았으며, 1972년 3월 12일 베오그라드로 돌아왔다. 고국으로 향할 때에는 비행기를 이용했는데 불안에 떨지 않고 잠을 잘 수 있도록 수면제를 지급받았으나, 사고 당시의 기억이 없어 비행기를 타는 데에도 별 문제 없다며 사절하였다. 불로비치는 베오그라드에 도착한 뒤 병원에 다시 수용됐는데, 불로비치가 머무는 병실에는 혹시라도 폭탄 테러 범인이 그녀를 살해할 수 있다는 당국의 우려로 24시간 경비가 이뤄졌다. 경비원은 매 6시간마다 교대하였으며, 불로비치의 부모님과 의료진을 제외하고는 접견이 불허됐다. 이후 석달 간 머물다 1972년 6월 퇴원해 몬테네그로의 해변 휴양지에서 요양을 이어갔다. 여기서는 이틀에서 사흘마다 전문의가 방문 진료를 진행하였다. 불로비치가 몸을 움직이기까지는 수 차례의 수술을 거쳐야 했는데, 맨 처음에는 왼쪽 다리만 움직일 수 있었으나 한 달 뒤 다시 수술을 진행해 오른쪽 다리까지 움직일 수 있게 되었다. 그 사이 불로비치의 부모님은 가지고 있던 차 두 대를 모두 팔아서 의료비를 마련하였다. 사고 10개월 후에는 드디어 다시 걸을 수 있게 되었으나, 나머지 여생동안 발목을 짚고 살아야 하는 처지에 놓였으며 척추도 영영 뒤틀린 채로 남게 되었다. 전체 회복 기간은 16개월에 달했다. 2008년 인터뷰에서 불로비치는 "내가 이토록 오래 살거라 생각한 사람은 아무도 없었다"고 말했다. 또 자신의 회복 비결은 "세르비아인의 고집"과 "초콜릿, 시금치, 생선기름 등의 어린애 식단"이라고 밝혔다.
한편 항공안전 조사관들은 DC-9의 동체가 폭발하여 두동강 나고 지표면으로 추락할 당시, 불로비치는 기내식 카트에 갇혀 있었기 때문에 살아남을 수 있었다고 분석했다. 또 폭발과 함께 기내 기압이 급감하면서 승객들과 승무원들은 기체 밖으로 빨려나갔고 그대로 즉사하였지만, 불로비치는 기체 내에 안전하게 머물러 있었고, 기체 자체도 우거진 숲에 눈까지 쌓인 산비탈에 미끄러지듯 추락한 덕에 완충 효과를 보았다고 추정한다. 전문의들은 불로비치가 저혈압 전력이 있었던 덕분에 기압이 감소할 때 곧바로 기절했고, 감압 충격으로 심장이 터지는 걸 피했다는 결론을 내렸다. 불로비치는 승무원으로 지원할 당시 저혈압이 있다는 사실을 알고 있었고 체력검사에서 탈락할 수 있다는 것도 알고 있었지만, 검사 전에 커피를 왕창 마셔서 통과될 수 있었다고 밝혔다.

## 후일담

### 유명인이 되다

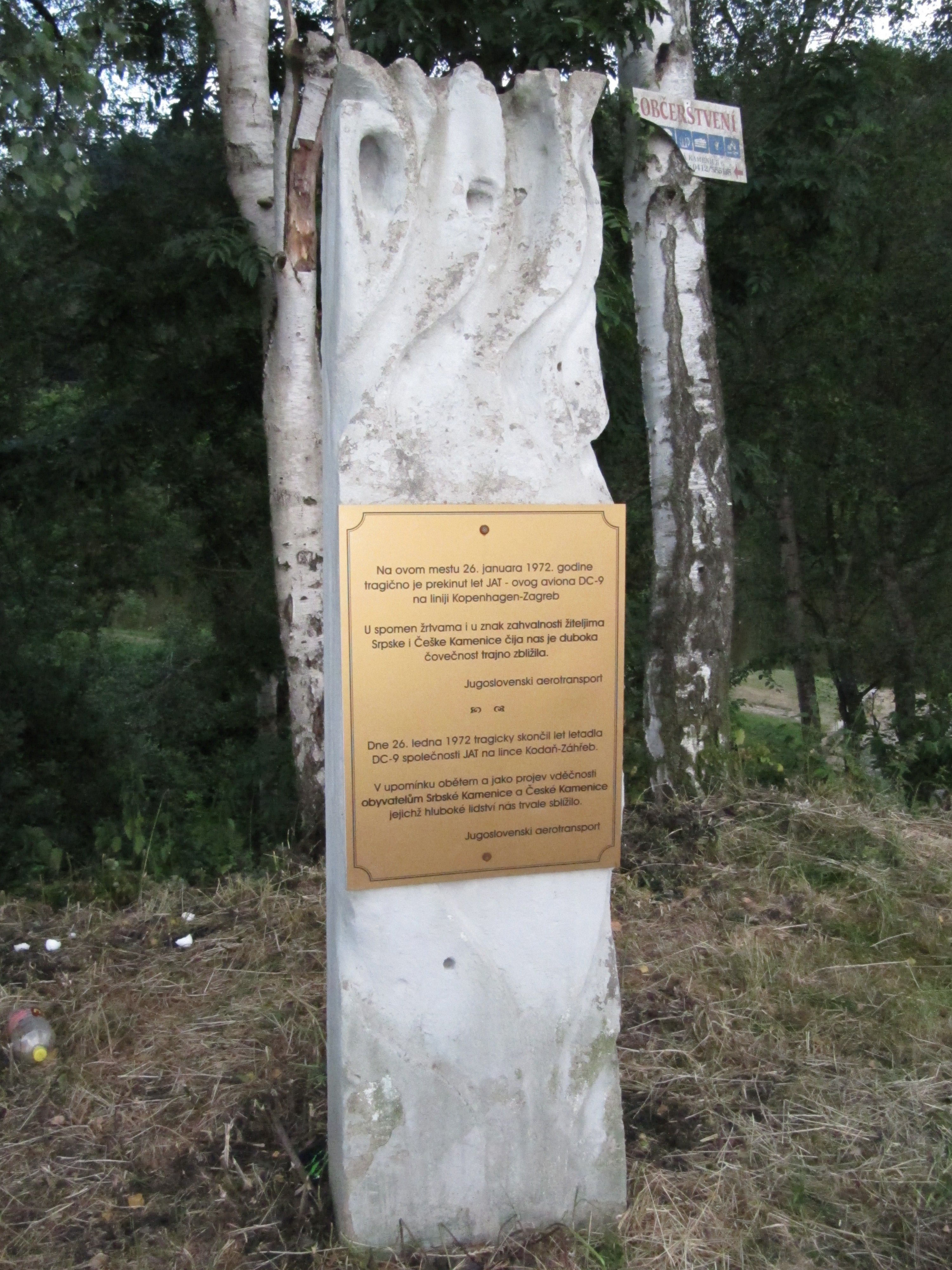
체코 스르프스카카메니체 마을에 있는 JAT 367편 추락 사고 추모비

1972년 9월 불로비치는 기내 승무원으로 복귀하고 싶다는 의향을 밝혔다. 하지만 회사 측은 불로비치가 현장에 투입되면 대중의 관심을 지나치게 끌 것을 우려해 이를 거부했고, 그 대신 운송계약 협의에 관한 사무직을 대신 맡기는 것으로 처리하였다. 한편으로 불로비치는 유고슬라비아의 국민 영웅으로 떠올랐다. 당시 불로비치의 명성은 '냉전의 여걸'로서 소련과 동유럽 국가에까지 퍼질 정도였다. 사고 후 불로비치는 요시프 브로즈 티토 주석으로부터 훈장을 수여받았으며, 세르비아의 인기 가수 미로슬라브 일리치는 <스튜어디스 베스나>(Vesna stjuardesa)라는 헌정곡을 발표하기도 하였다. 그리고 머지않아 스르프스카카메니체 마을의 명예시민으로도 위촉되었다. 또 사고 6주 뒤에는 불로비치를 구조해줬던 혼케의 손녀가 태어났는데, 그녀를 기리는 마음에서 똑같이 '베스나'라는 이름을 지어줬다고 한다. 또 기내승무원 일은 그만두어야 했지만 항공편은 계속해서 자주 이용했는데, 다른 승객들이 불로비치를 알아보고선 깜짝 놀라더니 자기 옆에 앞다투어 앉고 싶어했다고 전한다.
불로비치의 부모님은 추락 사고를 겪고 몇 년 뒤에 모두 세상을 떠났다. 1977년에는 1년동안 사귀어 오던 기계공학자 니콜라 브레카(Nikola Breka)와 결혼하였다. 불로비치는 의료진으로부터 사고 당시 입은 부상으로 임신기능에 부정적인 영향은 가지 않을것이라는 말을 들었지만, 결혼 후 자궁외임신으로 생명의 위협을 받았고, 결국 자녀도 낳지 못했다. 1985년 기네스북 세계신기록 위원회에서 불로비치를 '낙하산 없이 가장 높은 고도에서 추락해 살아남은 사람'으로 선정하였다. 당시 인정 기록은 해발 10,160m였으며, 런던에서 진행된 행사에서 폴 매카트니로부터 증명서를 전달받는 영예도 누렸다. 이로써 불로비치는 기존에 추락 사고에서 살아남은 것으로 유명했던 앨런 매기, 니컬러스 올크메이드, 이반 치소프 등의 기록을 뛰어넘는 것으로 공식 인정받게 되었다.
1990년대 초 불로비치와 브레카는 부부 생활을 끝내고 이혼했다. 이에 대해 불로비치는 자신이 줄담배를 피운 탓에 남편이 항상 싫어했고 그 때문에 이혼에 이르렀다고 밝혔다. 비슷한 시기 불로비치는 반정부 집회에 참가해 정치인 슬로보단 밀로셰비치를 반대한다고 공개발언에 나섰다는 이유로 야트 항공사 측으로부터 해고를 당했다. 그러나 체포까지 이르지는 않았는데 당국이 불로비치를 체포할 시 부정적 여론을 불러일으킬 수 있다는 우려로 단념했기 때문이었다. 불로비치의 반정부 행보에 대한 대응으로 친 밀로셰비치 성향의 타블로이드 신문들은 불로비치를 깎아내리는 여론전을 펼쳤는데, 대표적인 것이 그녀가 탔던 367편은 사실 슬로바키아의 지대공 미사일을 맞아 폭발한 것이었고 그녀가 떨어진 고도도 기존에 알려진 것보다 훨씬 낮다는 것이었다. 그러나 불로비치는 이에 굴하지 않고 10여년간 반정부 시위에 참가하였다. 2000년 10월 불도저 혁명으로 세르비아 사회당 정권이 축출되자, 벨오그라드 시청에서 진행된 축하 연설의 유명 인사 중 하나로 나서기도 하였다. 이후 불로비치는 세르비아 민주당 소속으로 정치 활동에 나섰으며, 세르비아의 경제번영을 위해서 유럽 연합 가입이 필요하다는 주장을 펼쳤다.

### 건강 악화와 사망
불로비치는 인터뷰에서 자신이 매일 추락사고를 떠올리는 것은 아니지만, 자기 혼자 살아남은 데 따른 죄책감에 시달리고 있다고 인정했다. 또 "그 사건을 떠올릴 때면 나는 살아남았다는 죄책감이 머릿속에 심각하게 자리잡고 있기 때문에 울음이 터진다... 그리곤 나는 어쩌면 살아남은 게 전혀 아니겠구나란 생각이 든다"라고 말했다. 불로비치는 사고 경험을 무마하기 위해 건강검진도 줄이고 종교에 귀의해 동방 정교회 신자가 되었다. 한편으로 그때의 시련이 자신을 낙관주의자로 바꿔 놓았다고 밝혔으며, "내가 겪은 것을 여러분도 겪어서 살아남을 수 있다면, 여러분은 어떤 것이든 살아남을 수 있다"고도 말했다.
불로비치의 이야기는 그 진의여부를 두고 계속해서 논란의 대상이 되었다. 2005년에는 미국의 TV 프로그램 《호기심 해결사》에서 불로비치의 추락사고를 주제로 삼아 실험으로 재연하였다. 4년 뒤 2009년에는 체코에서 활동하는 기자 피터 호르눙안테르센과 파벨 테이너는 367편 항공기가 폭탄 테러에 의한 것이 아닌 체코슬로바키아 공군이 적기로 오인하여 격추된 것이며 추락 시점의 고도도 800m에 불과하다고 주장하였다. 이들은 체코슬로바키아 정보기관에서 사건 자체를 은폐하기 위해 불로비치의 낙하 기록을 고안해 내세운 것이라고 말했다. 한편으로 스웨덴 신문사에 걸려온 익명의 자백 전화는 장난전화였다는 가설을 내세웠다. 그러나 체코 민간항공국은 이들의 주장을 음모론으로 일축하였고, 호르눙안데르센 기자는 역시 정황상의 근거에 따라 주장한 것이라고 인정했다. 불로비치도 이들의 주장에 대해 알고는 있었으나, 사고 당시의 기억은 전혀 생각나지 않기 때문에 사실인지 거짓인지도 확인해주기 어렵다고 밝혔다. 기네스북 위원회 측은 불로비치를 기존 기록 보유자로 계속해서 인정하겠다는 입장을 밝혔다.
불로비치는 말년에 베오그라드의 노후 아파트에서 월 300유로의 연금을 받으며 홀로 살았다. 그러면서 "사람들이 나더러 운이 좋았다고 할 때 뭐라 말해야 할 지 모르겠다"며, "요즘 사는 게 너무 힘들다"고 밝혔다. 불로비치는 그날의 사고가 자기 인생 뿐만 아니라 부모님의 인생도 망쳤다면서, 내가 그날 367편에 오르지 않았다면 부모님도 일찍 돌아가시진 않았을 것이라고 한탄했다. 불로비치는 말년에도 오프라 윈프리부터 BBC에 이르기까지 수많은 인터뷰 요청을 받았지만, 이제는 사건 얘기를 하기도 "너무 지쳤다"는 이유로 대부분 거절하였고 이따금씩 응했을 뿐이었다. 스르프스카카메니체 마을에서 열리는 연례 추모식에도 수년간 참석해 오다가 예순이 되었을 무렵에는 건강 악화를 이유로 나가지 않게 되었다.
2016년 12월 불로비치의 지인들이 갑자기 그녀와 연락이 뚝 끊겼다면서 잘 살고 있는지 걱정하고 있다는 보도가 났다. 그리고 12월 23일 지인이 모여 자물쇠 수리인의 도움을 받아 아파트 문을 강제로 열고 들어간 끝에, 불로비치가 숨진 채로 발견됐다. 지인의 증언에 따르면 불로비치가 최근 몇 년 사이 심장 질환으로 힘겨워 했었는데, 그게 사인이 된 것이 아닌가라고 조심스레 추측했다. 며칠 뒤 12월 27일 불로비치는 베오그라드의 신 공동묘지에 안장되었다.